# Näsmeteoriten

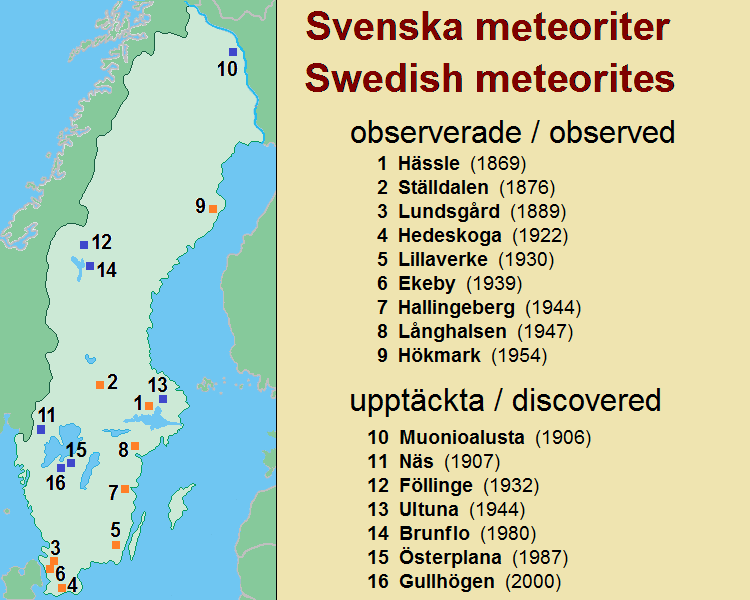
Karta över svenska meteoritnedslag, Näs, 1907 (nr 11)

Näsmeteoriten är en stenmeteorit som upptäcktes 1907. Meteoriten är de få upptäckta meteoritnedslag i Sverige.

## Nedslagsplatsen
Meteoritnedslaget upptäcktes 14 maj 1907 i samband med en meteoritsvärm och ett obevittnat nedslag kring sjön Västra Silen vid Näs nära Vårvik i Dalsland) i Bengtsfors kommun i norra Västra Götalands län.
1992 lämnade Frans E Wickman en utförlig beskrivning ("Näs, a fall of an uncommon chondrite in southwestern Sweden", Geologiska Föreningen i Stockholm Förhandlingar, 1992, vol 114, nr 3, s 313-315) om meteoriten och nedslaget.

## Meteoriten
Meteoriten är en stenmeteorit (Kondriter) och består till största delen av olivin och pyroxen.
Meteoritfyndet bestod av 1 enda sten och vikten uppskattas till cirka 0,4 kg.
Meteoriten förvaras idag på Naturhistoriska riksmuseet (Enheten för Mineralogi).